# 精神保健福祉士養成施設
精神保健福祉士養成施設（せいしんほけんふくししようせいしせつ）は、精神保健福祉士として必要な知識及び技術を修得させるための施設。
精神保健福祉士法第7条では、精神保健福祉士試験の受験資格として、以下のいずれかの要件を定めている。
- 保健福祉系大学・短大等での指定科目履修者（および年限に応じた相談援助実務経験者）
- 福祉系大学・短大等での基礎科目履修者（および年限に応じた相談援助実務経験者）もしくは社会福祉士登録者が、短期養成施設等で6か月以上の履修
- 一般大学・短大等履修者（および年限に応じた相談援助実務経験）、もしくは4年間の相談援助実経験者が、一般養成施設等で1年以上の履修

## 一般養成施設
- 東京都 首都医校 精神保健福祉学科昼間部 昼間1年
- 東京都 東京福祉専門学校 精神保健福祉士一般養成科夜間 昼間1年
- 東京都 日本福祉教育専門学校 精神保健福祉士養成学科 昼間1年
- 東京都 日本福祉教育専門学校 精神保健福祉士養成科夜間 夜間1年
- 富山県 北陸ビジネス福祉専門学校 精神保健福祉学科 昼間1年
- 愛知県 あいち福祉医療専門学校 精神保健福祉学科 昼間1年
- 愛知県 名古屋医専 精神保健福祉科 昼間1年
- 京都府 京都医健専門学校 精神保健福祉科 夜間1年
- 大阪府 大阪医専 精神保健福祉学科 昼間1年
- 大阪府 大阪医専 精神保健福祉学科夜間 夜間2年
- 大阪府 大阪保健福祉専門学校 精神保健福祉科 夜間1年
- 兵庫県 神戸医療福祉専門学校中央校 精神保健福祉士科 夜間1年
- 岡山県 旭川荘厚生専門学院吉井川キャンパス 精神保健福祉学科 昼間1年
- 広島県 専門学校福祉リソースカレッジ広島 精神保健福祉学科 昼間1年
- 福岡県 Ｆ・Ｃフチガミ医療福祉専門学校 精神保健福祉士一般養成科 夜間1年
- 大分県 智泉福祉製菓専門学校 精神保健福祉士学科 昼間1年
- 宮崎県 宮崎保健福祉専門学校 精神保健福祉学科 昼間1年

## 通信教育での一般養成施設
- 北海道 星槎道都大学 精神保健福祉士養成通信課程 通信1年9月（北海道在住者のみ）
- 群馬県 専門学校高崎福祉医療カレッジ 精神保健福祉士科一般養成課程 通信1年7月
- 東京都 アルファ医療福祉専門学校精神保健福祉士一般養成課程通信 通信1年7月
- 東京都 東京豊島IT医療福祉専門学校 精神保健福祉士通信コース 通信1年7月
- 東京都 東京福祉保育専門学校 精神保健福祉士養成通信課程 通信1年10月
- 東京都 日本社会事業大学通信教育科 精神保健福祉士一般養成課程 通信2年
- 東京都 日本福祉教育専門学校 精神保健福祉士一般養成通信課程 通信1年7月
- 東京都 東京未来大学福祉保育専門学校 精神保健福祉士一般養成通信課程 通信1年6月
- 愛知県 東海医療福祉専門学校 精神保健福祉科 通信1年10月
- 京都府 京都医療福祉専門学校 精神保健福祉科一般養成課程通信 通信1年7月
- 大阪府 大阪健康ほいく専門学校 精神保健福祉通信教育科一般養成 通信1年7月
- 大阪府 日本メディカル福祉専門学校 精神保健福祉士科一般通信課程 通信1年7月
- 広島県 専門学校福祉リソースカレッジ広島 精神保健福祉学科一般通信課程 通信1年9月
- 香川県 専門学校穴吹パティシエ福祉カレッジ 精神保健福祉学科一般養成課程 通信1年7月
- 愛媛県 四国中央医療福祉総合学院 精神保健福祉学科一般通信課程 通信1年8月
- 佐賀県 九州環境福祉医療専門学校 精神保健福祉士通信学科 通信1年6月

## 短期養成施設
- 大分県 智泉福祉製菓専門学校 精神保健福祉士学科短期養成課程 昼間6月

## 通信教育での短期養成施設
- 北海道 星槎道都大学 精神保健福祉士短期養成課程 通信10月 （北海道在住者のみ）
- 岩手県 盛岡医療福祉スポーツ専門学校 精神保健福祉士通信教育コース 通信9月
- 群馬県 専門学校高崎福祉医療カレッジ 精神保健福祉士科短期養成課程 通信9月
- 群馬県 群馬社会福祉専門学校 精神保健福祉士短期養成通信課程 通信9月
- 群馬県 東京福祉大学 精神保健福祉士短期養成通信課程 通信9月
- 栃木県 マロニエ医療福祉専門学校 精神保健福祉学科通信課程 通信9月
- 東京都 アルファ医療福祉専門学校 精神保健福祉士短期養成課程通信 通信9月
- 東京都 東京福祉保育専門学校 精神保健福祉士通信課程 通信9月
- 東京都 日本社会事業大学通信教育科 精神保健福祉士短期養成課程 通信10月
- 東京都 日本福祉教育専門学校 精神保健福祉士短期養成通信教育科 通信9月
- 東京都 東京未来大学福祉保育専門学校 精神保健福祉士短期養成通信課程 通信9月
- 神奈川県 YMCA福祉専門学校 精神保健福祉科 通信11月
- 愛知県 保育・介護・ビジネス名古屋専門学校 精神保健福祉士短期養成通信課程 通信9月
- 京都府 京都医療福祉専門学校 精神保健福祉科（通信）短期養成課程 通信9月
- 大阪府 大阪健康ほいく専門学校 精神保健福祉通信教育科短期養成 通信9月
- 大阪府 日本メディカル福祉専門学校 精神保健福祉士科短期通信課程 通信9月
- 広島県 専門学校福祉リソースカレッジ広島 精神保健福祉学科短期通信課程 通信9月
- 広島県 広島福祉専門学校 精神保健福祉士科短期通信コース 通信9月
- 香川県 専門学校穴吹パティシエ福祉カレッジ 精神保健福祉学科短期養成課程 通信9月
- 愛媛県 四国中央医療福祉総合学院 精神保健福祉学科短期養成課程 通信9月
- 福岡県 麻生医療福祉専門学校福岡校 精神保健福祉士短期養成通信課程 通信9月
- 福岡県 Ｆ・Ｃフチガミ医療福祉専門学校福岡校 精神保健福祉士短期養成科 通信9月
- 佐賀県 九州医療専門学校 精神保健福祉士通信学科 通信11月
- 熊本県 専修学校熊本YMCA学院 精神保健福祉士学科短期養成課程 通信9月
- 沖縄県 沖縄福祉保育専門学校 精神保健福祉士学科短期養成課程 通信11月

## その他養成施設
上記の他に下記専修学校などがある。
- 東京都町田市　アルファ医療福祉専門学校　社会訓練給付金対象コース
- 東京都江戸川区　東京医薬専門学校　心理技術科精神保健福祉士昼間3年
- 埼玉県さいたま市大宮区 埼玉福祉保育医療製菓調理専門学校　社会福祉士養成科 夜間1年